# Ernesto Schiaparelli
Ernesto Schiaparelli (Piemonte, 12 de julho de 1856 - Turim, 14 de fevereiro de 1928) foi um arqueólogo e egiptólogo italiano.

## Biografia
Nasceu em Occhieppo Inferiore, na região italiana de Piemonte, em 1856. Era filho de uma família acadêmica, seu pai, Luigi Schiaparelli, era professor de História na Universidade de Turim.

## Atuação
Foi responsável por diversas reedescobertas arqueológicas sobre o Antigo Egito. Dentre suas principais contribuições, revelou a comunidade ciêntifica, em 1904, o túmulo de Nefertari, em Deir el-Medina, no Vale das Rainhas, Egito.
Foi diretor do Museu Egípcio de Florença, na década de 1880, no cargo reorganizou a coleção. Em 1894 foi nomeado diretor do Museu Egípcio de Turim, que tornou-se, sob sua gestão, o segundo maior museu egípcio do mundo. Ficou na diretoria até seu falecimento, em 1928.
Entre 1903 e 1920 empreendeu doze campanhas arqueológicas, abrindo sítios em Heliópolis, nos cemitérios de Gizé, Hermópolis, Assiut, Qaw el-Kebir, Gebelein e Aswan.

## Publicações selecionadas
- Del sentimento religioso degli antichi Egiziani secondo i monumenti, Bocca, 1877
- Il libro dei funerali relazione fatta alla I sezione del IV congresso degli orientalisti, G. B. Paravia, 1879.
- Del sentimento religioso degli Egiziani (1877)
- Il Libro del Funerali degli antichi Egiziani, 3 vols. (1881–1890)
- Museo archeologico di Firenze, Antichità egizie. ordinate e descritte da Ernesto Schiaparelli, Tip. della R. Accademia dei Lincei, 1887.
- Les hypogées royaux de Thèbes. E. Leroux, 1889.
- La catena orientale dell'Egitto. Tip. della R. Accademia dei Lincei, 1890.
- Una tomba egiziana inedita della VIa dinastia, con iscrizioni storiche e geografiche, Tip. della R. Accademia dei Lincei, 1892.
- Le antichità egiziane del Museo di Cortona. Tip. della R. Accademia dei Lincei, 1893.
- La geografia dell'Africa orientale, secondo le indicazioni dei monumenti egiziani. Tip. della R. Accademia dei Lincei, 1916.
- Relazione sui lavori della Missione Archeologica Italiana in Egitto. anni 1903–1920, Éditeur inconnu, 1924
- The intact tomb of the architect Kha in the Necropolis of Thebes. Nova edição 2008. ISBN 978-88-89082-09-6.